# Lophuromys chrysopus
Lophuromys chrysopus là một loài động vật có vú trong họ Chuột, bộ Gặm nhấm. Loài này được Osgood mô tả năm 1936.
Đây là loài đặc hữu của Ethiopia, nơi môi trường sống tự nhiên của nó là các khu rừng ẩm ướt nhiệt đới hoặc cận nhiệt đới. Nó bị đe dọa do mất môi trường sống.
Đây là một loài chuột nhỏ với chiều dài đầu và thân khoảng 115 mm (4,5 in) và đuôi khoảng 80 mm (3,1 in). Lông lưng màu nâu đen dài, rậm và hơi cứng, mỗi sợi lông có gốc màu nâu đỏ, dải đen rộng, dải màu vàng hẹp hơn và chóp màu đen.